# Gmina Høng
Gmina Høng (duń. Høng Kommune) była w latach 1970–2006 (włącznie) jedną z gmin w Danii w okręgu zachodniej Zelandii (Vestsjællands Amt).
Siedzibą władz gminy było miasto Høng.
Gmina Høng została utworzona 1 kwietnia 1970 na mocy reformy podziału administracyjnego Danii. Po kolejnej reformie w 2007 r. weszła w skład gminy Kalundborg.

## Dane liczbowe
- Liczba ludności: (♀ 4169 + ♂ 4242) = 8411
  - wiek 0-6: 8,4%
  - wiek 7-16: 14,8%
  - wiek 17-66: 63,8%
  - wiek 67+: 13,1%
- zagęszczenie ludności: 58,4 osób/km²
- bezrobocie: 4,7% osób w wieku 17–66 lat
- cudzoziemcy z UE, Skandynawii i USA: 65 na 10 000 osób
- cudzoziemcy z krajów Trzeciego Świata: 209 na 10 000 osób
- liczba szkół podstawowych: 3 (liczba klas: 39)